# Шеффер, Джонатан
Джонатан Шеффер (англ. Jonathan Schaeffer; род. 1957 года в Торонто, Канада) — исследователь теории игр и профессор Альбертского университета в Эдмонтоне.
Он возглавляет команду исследователей, которые создали программу Chinook для игры в 64-клеточные английские шашки (чекерс), являющуюся наиболее сильной программой в мире. В 2007 году была опубликована статья в журнале Science Express, где объявлено, что идеальная стратегия игры существует, хотя и её пока не представили, но говорится, что игра без ошибок приводит к ничьей. Вычисления проводились в течение 18 лет.